# Coregonus hubbsi
Coregonus hubbsi là một cá thịt trắng nước ngọt sinh sống trong một hồ nội địa duy nhất ở bán đảo Thượng Michigan. Loài cá này được quan sát thấy lần cuối vào năm 1983, mặc dù người ta còn tranh cãi về việc liệu loài này có khác biệt với loài Coregonus artedi hay không Loài này đã được tìm thấy chỉ trong hồ Ives, một hồ nước ở vùng núi Huron. bao gồm hồ bán kính nhỏ hơn 1,5 dặm (2,4 km).

## Phát hiện
Với sự hợp tác của các câu lạc bộ núi Huron, mẫu vật lần đầu tiên được thu thập bởi Carl Leavitt Hubbs và Walter Koelz trong năm 1924 và năm 1927.
Koelz công bố phát hiện của họ thông qua trường Đại học Michigan vào năm 1929, và loài cá này được chỉ định danh pháp là Leucichthys hubbsi. Koelz tìm thấy các dòng chảy đổ vào hồ Ives nhanh chóng giảm xuống hơn 100 feet (30 m), và mặc nhiên công nhận rằng độ dốc của dòng ngăn cản sự trao đổi động vật từ thời hồ Algonquin.
Walter Koelz mô tả Coregonous hubbsi trong một ấn phẩm 1929 có tựa đề "Leucichthys hubbsi, một loài cá cisco mới, từ hồ Ives, quận Marqutte, Michgan". Màu sắc của loài cá này đã được ghi nhận là bạc, với "tông cơ bản màu xanh hạt đậu xanh và màu xanh lá cây-xanh lam" cùng với vây màu xám. Koelz tuyên bố rằng loài cá cisco hồ Ives là dễ dàng phân biệt coregonus artedi do các lược mang dài của C. hubbsi. Ông báo cáo rằng cá cisco hồ Ives là nhỏ hơn và có một cơ thể mảnh mai ít hơn C. artedi.